# Болдырев, Рэм Вячеславович
Рэм Вячесла́вович Болдырев (19 марта 1934, Анжеро-Судженск — 15 февраля 2006, Санкт-Петербург) — советский и российский врач-педиатр, кандидат медицинских наук, главный внештатный детский кардиолог Комитета по здравоохранению Санкт-Петербурга, доцент кафедры педиатрии № 3 Санкт-Петербургской педиатрической медицинской академии, заместитель главного врача Детской городской больницы № 1 Санкт-Петербурга. Сын педагога, естествоиспытателя, геолога, одного из основателей и первого директора Новокузнецкого геологического музея Вячеслава Олимповича Болдырева (7.07.1886, Салаир — 1.05.1983, Новокузнецк); брат академика РАН, директора Института химии твёрдого тела и механохимии СО РАН, профессора кафедры химии твёрдого тела Новосибирского государственного университета Владимира Вячеславовича Болдырева.

## Биография
Родился в 1934 году в городе Анжеро-Судженске (на территории современной Кемеровской области) в многодетной семье педагогов Вячеслава Олимповича Болдырева и его жены, дочери ссыльного шляхтича, участника польского восстания, Марии Войцеховны Лянге. После окончания школы в отличие от своих многочисленных братьев и сестер, которые по примеру отца в большинстве своём имели склонность к геологии или естественным наукам, в 1953 г. поступил в Новосибирский государственный медицинский институт. Уже в первые годы учёбы в институте почувствовал склонность к педиатрии, что определило его выбор, когда студентом устроился работать фельдшером детской больницы № 17. Несмотря на отсутствие в институте соответствующего факультета, после получения в 1959 г. диплома по специальности «Лечебное дело», Болдырев приложил немалые усилия, чтобы стать детским врачом.

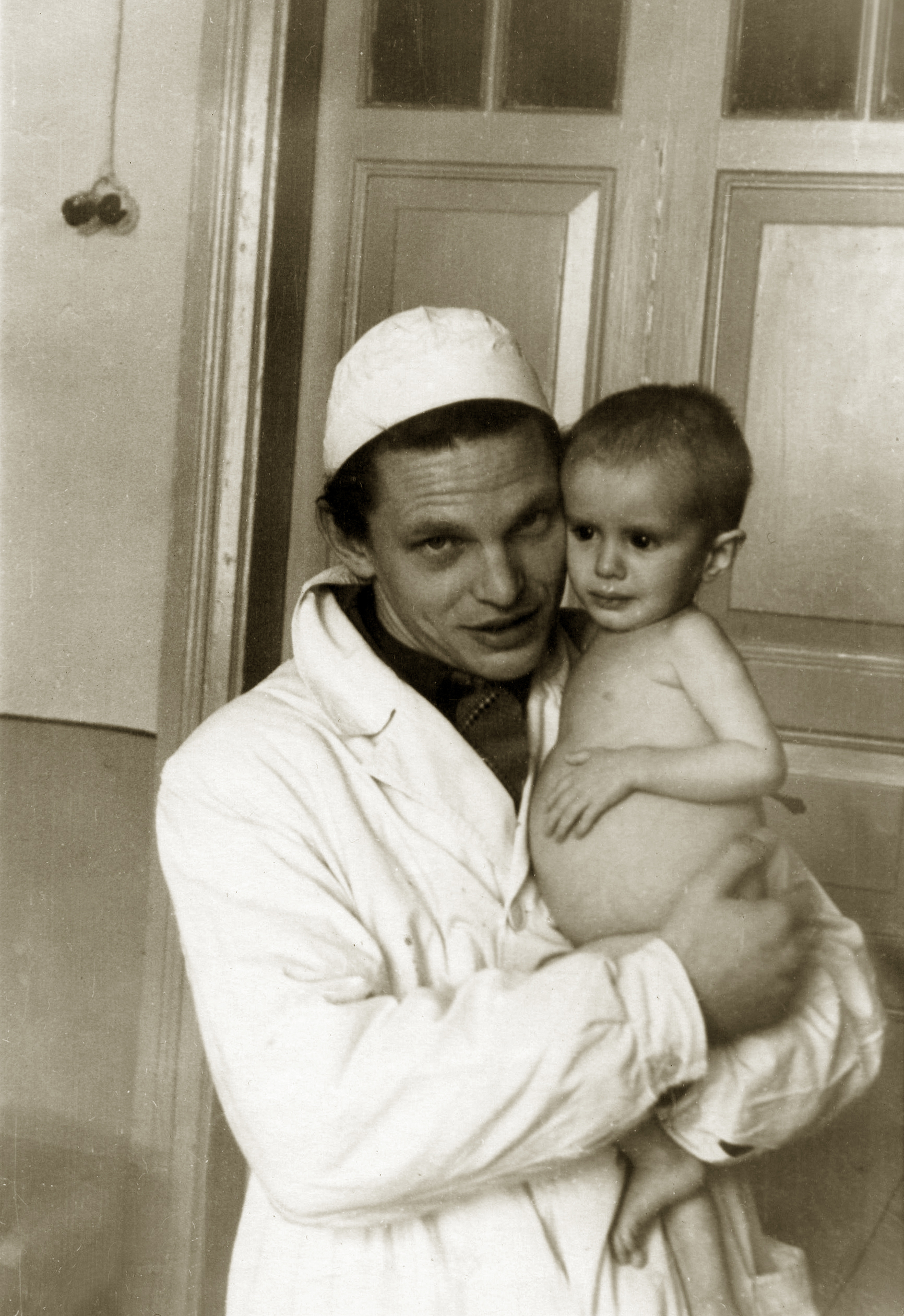
Болдырев Р. В. с одним из своих первых пациентов. Новосибирск, 1958 г.

Сначала он был принят педиатром Центральной районной больницы небольшого таёжного городка Тогучин в 100 км. к востоку от Новосибирска, но спустя несколько месяцев вернулся в родной институт теперь уже в качестве клинического ординатора кафедры детских болезней. В 1961 г. с окончанием клинической ординатуры он получил приглашение возглавить детское отделение Городской клинической больницы № 7 Новокузнецка. В этой должности проработал сравнительно недолго, поскольку вскоре (1962 г.) последовало новое предложение — стать ассистентом кафедры педиатрии Новокузнецкого института усовершенствования врачей.
В 1965 году переехал в Ленинград, где первые годы работал школьным врачом, ординатором ДГБ № 10, врачом неотложной помощи детской поликлиники № 38, врачом-консультантом хирургических отделений больницы им. Веры Слуцкой.

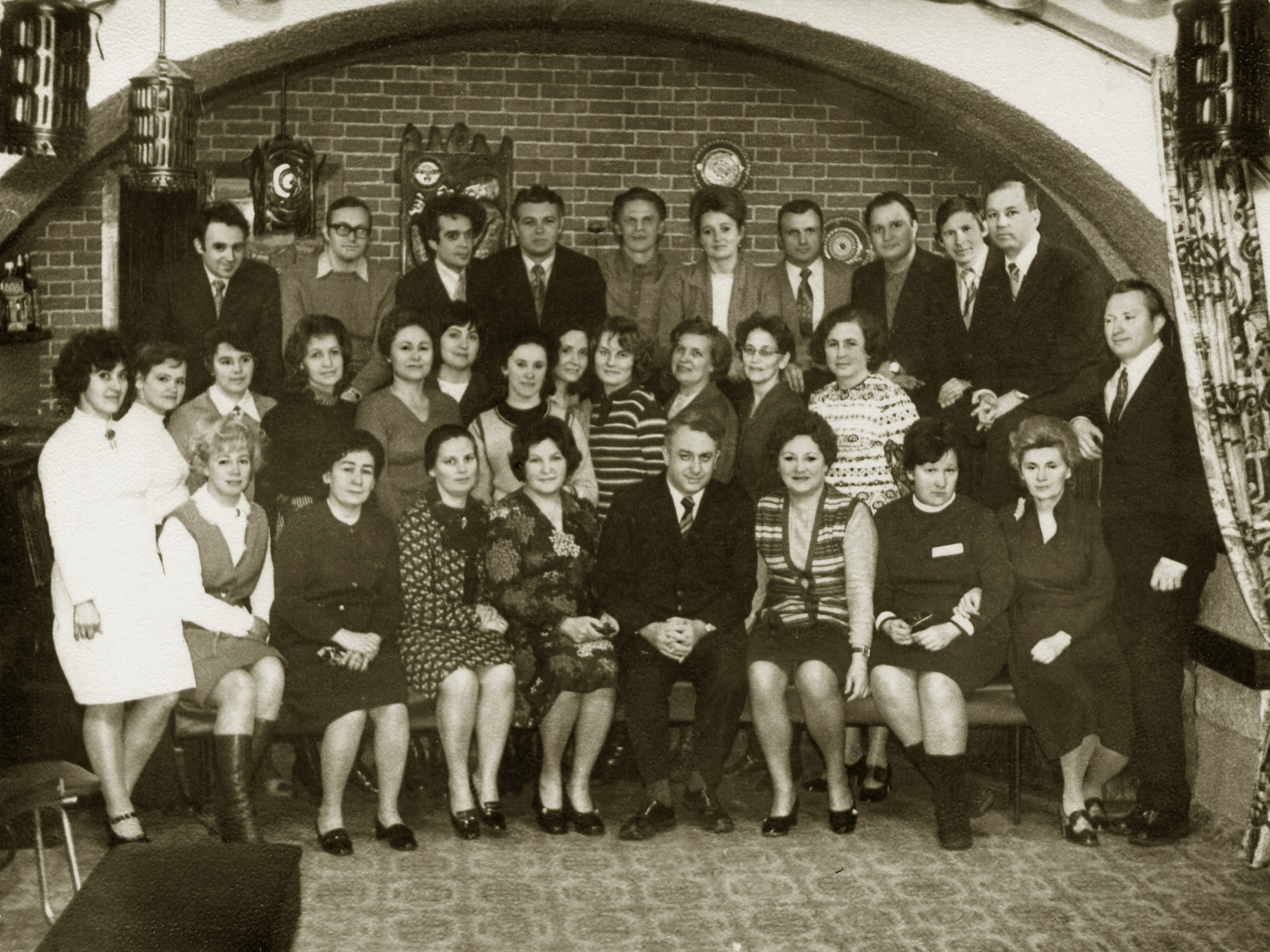
И. М. Воронцов с сотрудниками кафедры пропедевтики детских болезней ЛПМИ и врачами больницы В. Слуцкой. I ряд: крайняя справа Зиневич Л. Н.; II ряд: 4-я слева Андрезен В. Г., 5-я — Резник В. И., 11 — Ананьина Н. В.; III ряд: 1-й слева Зисельсон А. Д., 4-й — Савченко Б. Н., 5-й — Болдырев Р. В., 6-я — Белякова В. И.

В 1971 г. Болдырев был приглашён на должность ассистента кафедры пропедевтики детских болезней Педиатрического института, руководимой доцентом, затем профессором Игорем Михайловичем Воронцовым. В 1975 г. под руководством проф. И. М. Воронцова и академика В. П. Казначеева защитил кандидатскую диссертацию: «Некоторые клинико-энзимологические параллели при ревматизме у детей», работу над которой начал ещё в Новокузнецке.
Как преподаватель Рэм Вячеславович обычно работал со студентами-субординаторами. Свои занятия с будущими коллегами он строил на детальном клиническом разборе больных. Часто на такие «студенческие» разборы собирались клинические ординаторы и врачи больницы. С первых дней своей педагогической деятельности в Ленинграде Рэм Вячеславович приобрёл заслуженную популярность среди студентов. Достаточно вспомнить своеобразный педагогический эксперимент, который в годы перестройки был проведён в институте. Тогда из числа наиболее успевающих студентов-шестикурсников была сформирована особая группа, где право выбора преподавателя 3-х месячного цикла по педиатрии было предоставлено самим учащимся. Единодушно из состава трёх профильных кафедр студенты назвали Болдырева.

### У истоков Детской городской больницы № 1
В 1977 г. в Ленинграде на Авангардной ул. была открыта детская многопрофильная больница — первая и единственная из вновь построенных за годы советской власти. По тем временам это был самый крупный (мощностью в 600 коек) и великолепно оснащённый детский стационар, ставший базой Педиатрического медицинского института.
Главным врачом больницы был назначен опытный организатор Геннадий Алексеевич Зайцев, который пригласил на ключевые должности заведующих клиническими отделениями молодых, но уже достаточно зрелых врачей. В качестве основной движущей силы Зайцев сделал ставку на вчерашних выпускников Педиатрического института. В этих условиях особая роль была отведена кафедрам института, сотрудники которых за право преподавать на территории больницы должны были нести серьёзную лечебную, консультативную и главное — научно-методическую нагрузку.
В самый сложный период становления коллектива, с 1979 года и более чем на четверть века, педиатрическую службу больницы возглавил ассистент, а позже доцент кафедры детских болезней № 3 Р. В. Болдырев. Ему удалось в отдельно взятом учреждении создать свою собственную школу врачей-педиатров. Очень скоро ДГБ № 1 стала лидером детского здравоохранения Ленинграда. Это оказалось тем более возможно в условиях, когда рядом хирургическую службу больницы возглавила талантливый врач, доцент Кира Львовна Дрейер, неонатологию — профессор Николай Павлович Шабалов, а анестезиологию и реанимацию — родоначальник этой службы в городе — профессор Эдуард Кузьмич Цыбулькин. Вместе, органично дополняя друг друга, они в кратчайшее время сформировали целостный коллектив единомышленников, хотя и состоящий из врачей совершенно разных медицинских специальностей.
Общение с Болдыревым для каждого педиатра больницы превращалось в непрерывный процесс познания и обучения. Огромную роль в этом играли ежедневные часовые утренние конференции, которые он проводил на протяжении многих лет. Каждая из них посвящалась клиническим разборам вновь поступивших, тяжёлых и диагностически сложных больных. Будучи всесторонне эрудированным человеком, обладая немалым артистизмом, эти конференции Рэм Вячеславович превратил в подлинные уроки врачевания. Он щедро дарил коллегам свои мысли о наиболее вероятной природе заболевания, кратчайшем пути диагностики, рациональной терапевтической тактике для каждого конкретного больного ребёнка. Ёмкими и глубокими были консилиумы у постели наиболее сложных пациентов. Он не проводил малопродуктивных покроватных обходов, но максимум времени уделял проблемным больным.
Когда-то в юности в Новосибирском медицинском институте от заведующего кафедрой педиатрии доцента Александра Васильевича Соловьева Рэм Вячеславович услышал несколько заповедей диагностики французского психиатра Филиппа Пинеля, глубоко запавших в его сознание. Придав им более современное звучание, Рэм Вячеславович формулировал их следующим образом:
- Диагностика заключается в рождении образа патологического процесса (его патофизиологической модели). Диагноз же — это только название болезни.
- Диагностика — это не анализы больного, а анализ самого больного;
- Течение заболевания определяет истинную его природу;
- Отсутствие симптома — тоже симптом;
- Редкие заболевания диагностируются редко, а частые — часто;
- Один больной — одна болезнь (имелось в виду, что при наличии нескольких заболеваний у одного пациента всегда есть что-то, что их объединяет и это «что-то» и есть главное);

К этому списку Болдырев добавил свои пункты:
- Лечить (вмешиваться в естественное течение заболевания) следует только тогда, когда не лечить уже невозможно;
- Лучше отсутствие факта, чем ложный факт.

Этих заповедей он придерживался всю свою жизнь, постоянно убеждаясь в их истинности и побуждая своих коллег следовать им всегда и везде. К сожалению, в век «высокотехнологичной», как её теперь называют, медицинской помощи эти слова почти забыты и часто воспринимаются как анахронизм. Тем не менее значение их ничуть не угасло.

### Детский кардиолог
Болдырев всегда оставался педиатром самого широкого профиля и никогда бы не согласился на иное. Тем не менее его личный как врачебный, так и научный интерес лежал в плоскости детской кардиологии. Так получилось, что при всем многообразии профилей отделений больницы, в первые два десятилетия её истории детская кардиология официально не входила в этот список. Однако усилиями Болдырева именно здесь концентрировались маленькие пациенты с весьма редкими для педиатрии воспалительными заболеваниями перикарда и прежде всего со слипчивыми фибропластическими перикардитами. Болдыреву принадлежит заслуга в том, что ДГБ № 1 оказалась первым и единственным в Ленинграде детским стационаром, где стала выполняться такая сложная по тем временам операция, как субтотальная перикардэктомия. Освоил и внедрил её заведующий ургентной хирургией Евгений Михайлович Поляков.
Другим нечастым, но весьма драматичным заболеванием, приоритет в лечении которого в Ленинграде благодаря Болдыреву также принадлежал ДГБ № 1, оказался бактериальный эндокардит. На протяжении 70 — 90-х годов практически все юные пациенты в городе, заболевшие этим грозным и при малейшем промедлении в диагностике смертельным заболеванием, обязаны своим выздоровлением именно ему.
Настоящей же визитной карточкой соматического отделения ДГБ № 1 усилиями Болдырева стали диагностика и лечение заболеваний миокарда у детей раннего возраста. Именно в этой области лежал и его основной научный интерес.

### Основоположник ленинградской школы ультразвуковой диагностики в детской кардиологии

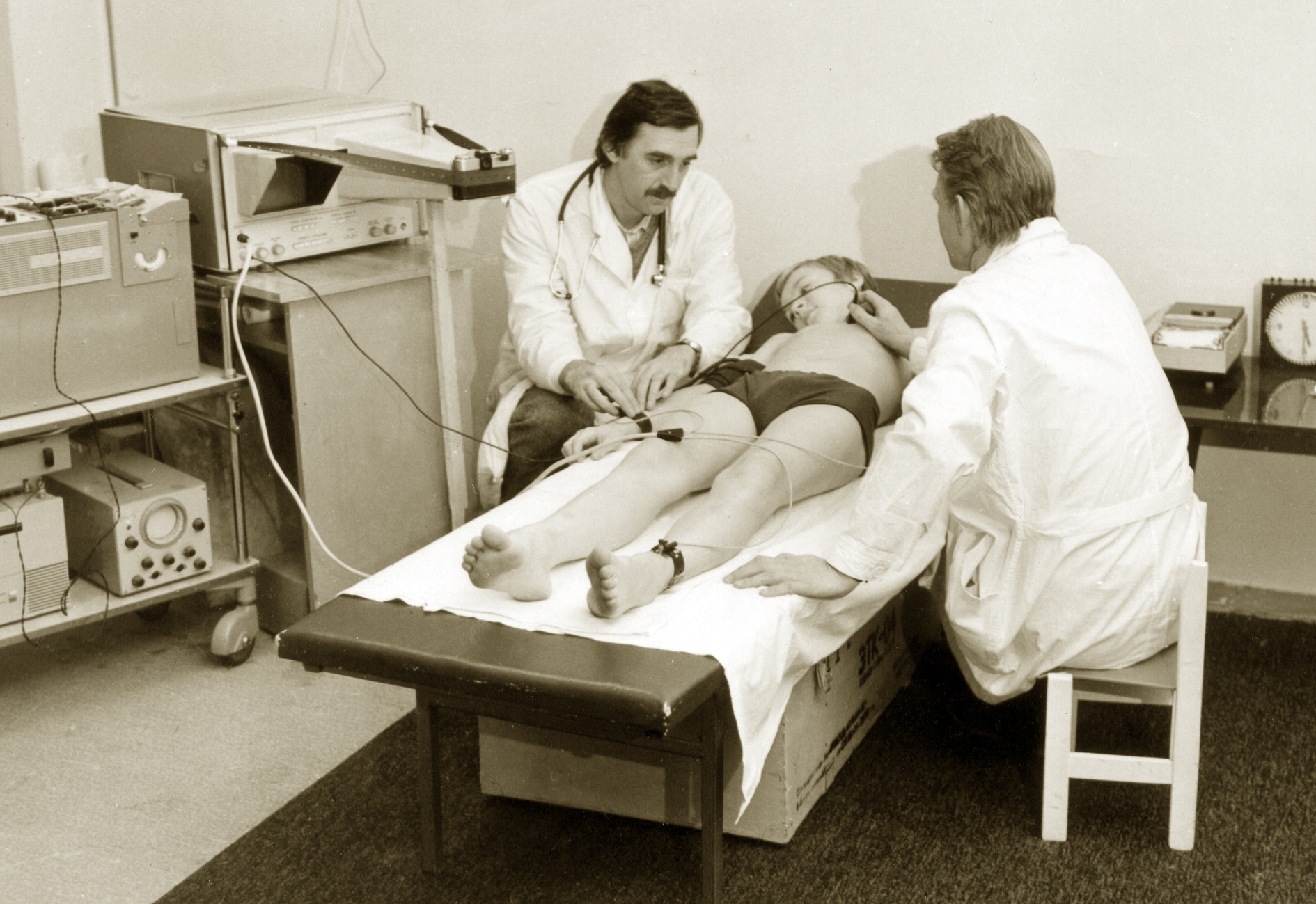
Болдырев Р. В.(справа) со своим учеником П. Б. Кореневым у аппарата УЗКАР. ДГБ № 1, 80-е гг.

С 1981 г. первым из детских врачей Ленинграда Болдырев увлекся ультразвуковой диагностикой (эхокардиографией). Аппарат 1-го поколения «Узкар», который приобрела больница, обладал только «М»-разверткой, то есть предназначался исключительно для кардиологии. Вместе с малочисленной группой своих учеников — молодых врачей-энтузиастов, располагая лишь одним англоязычным руководством Фейгенбаума, Болдырев в совершенстве овладел методикой ультразвуковой диагностики. Работа на «Узкаре», особенно с детьми первых лет и даже месяцев жизни, требовала настоящего искусства. С одним таким пациентом иногда требовалось возиться более часа. Идеальным вариантом было обследование в момент, когда ребёнок спит, чего далеко не всегда удавалось достигнуть. Работали вдвоем в затемнённом кабинете. Рэм Вячеславович обычно манипулировал датчиком, а коллега ждал удобного момента, чтобы сфотографировать картинку со второго экрана, оборудованного специальным тубусом. Требовалась идеальная синхронизация действий исследователей. После завершения работы с пациентом необходимо было проявить и просушить плёнку и только после этого (вновь в темноте) заняться её расшифровкой под фотоувеличителем. В ходе анализа одной эхокардиограммы требовалось сделать более 3-х десятков различных измерений. На заключительном этапе проводились расчёты. Весь процесс работы с одним пациентом занимал до 2-х часов.

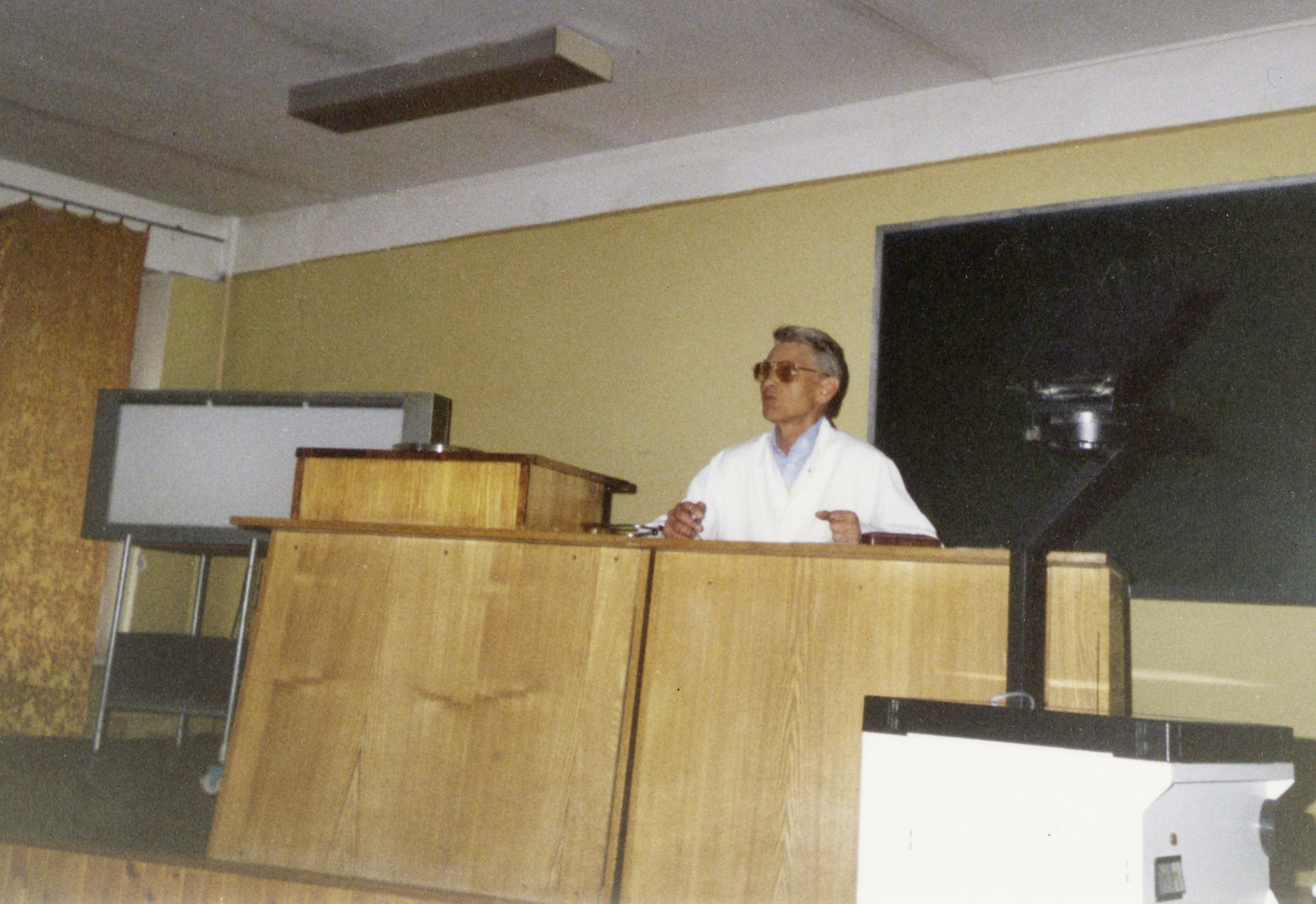
Болдырев Р. В. проводит врачебную конференцию. ДГБ № 1 80-е гг.

Но и на этом работа не заканчивалась. Рем Вячеславович никогда не позволял себе делать выводы по результатам одной лишь эхокардиограммы. Заключение рождалось в процессе анализа всей совокупности сведений о пациенте (клинике, результатов рентгеновской и лабораторной диагностики, ЭКГ и т. д.) и обсуждения в кругу своих учеников. И все же ту информацию, которую удавалось извлечь из эхокардиограммы, переоценить было невозможно.
В современной ультразвуковой кардиографии «М»-режим используется весьма ограниченно и лишь как вспомогательный метод, хотя его роль далеко не исчерпана. При патологии миокарда бесценные сведения, например, даёт фазовый анализ сердечного цикла по В. Л. Картману, который нередко является ключом к пониманию природы поражения миокарда.
Неоспоримый авторитет среди детских кардиологов города позволил Болдыреву в середине 80-х годов занять должность главного внештатного детского специалиста-кардиолога Главного управления здравоохранением Ленинграда. Новая должность предоставила возможность осуществлять консультации профильных больных во всех детских стационарах города. Нередко, пользуясь положением, Рэм Вячеславович просто переводил сложных больных в ДГБ № 1 под собственное наблюдение.
Результатом многолетней работы с пациентами раннего возраста, страдающими воспалительными и невоспалительными поражениями миокарда, стали несколько диссертаций учеников Рэма Вячеславовича. Они были посвящены миокардитам, в том числе отдалённым последствиям перенесённых миокардитов, рубомициновым кардиопатиям, поражениям миокарда при хронических расстройствах питания, включая отдалённые результаты перенесённой в раннем возрасте миокардиодистрофии. Удалось понять и доказать, что независимо от своей природы поражения миокарда, перенесённые в раннем возрасте, даже после завершения патологического процесса и выздоровления пациента, оставляют след на очень долгие годы, если не навсегда, поскольку необратимо искажают процесс физиологической дифференцировки миокарда, наиболее интенсивно протекающей в первые годы жизни. Как это скажется в зрелом возрасте человека педиатру знать не дано, а терапевтов, к сожалению, это мало интересует.
Так Р. В. Болдырев применительно к поражениям сердечной мышцы дал ответ, пожалуй, на один из главных вопрос педиатрии, сформулированный ещё в 40-е годы академиком Михаилом Степановичем Масловым в его фундаментальном труде «Диагноз и прогноз детских заболеваний». Именно Маслов учил врачей всегда учитывать тот факт, что патологический процесс, реализованный в детском возрасте, не может не оказывать порочного влияния на морфо-функциональное созревание организма ребёнка.
Небольшая монография масштаба методического пособия для студентов: «Поражения миокарда у детей» — вот, пожалуй, то главное научное наследие, которое оставил после себя Р. В. Болдырев. В ней он подвёл итог своей многолетней деятельности как учёного-кардиолога. Центральное место в монографии занимает классификация миокардиального типа сердечной недостаточности у детей раннего возраста, особенностью которой является глубокое и конкретное клинико-инструментальное и патофизиологическое обоснование каждой её степени и связанной с ней терапевтической тактики.

### Последние годы
После развала Советского Союза, когда государство отказалось от наиболее прогрессивной в мире системы организации здравоохранения в пользу страховой медицины, Болдырев со всей очевидностью увидел, как все, что создавалось им и его коллегами, начинает разрушаться. Он всегда считал, что между пациентом и врачом не должен «стоять рубль». При принятии решения врач не может быть скован рамками экономической целесообразности и собственных финансовых интересов. Страховая же медицина сразу разделила пациентов на выгодных и невыгодных, причём среди последних, как правило, были сконцентрированы наиболее тяжёлые и диагностически сложные больные.
Пытаясь в этих условиях сохранить то, что можно было сохранить, и по возможности компенсировать потери, Болдырев в 1992 г. покинул кафедру и занял должность заместителя главного врача ДГБ № 1 по медицинской части. Однако постепенно ситуация менялась и не в лучшую сторону. Вновь приходящим в больницу молодым врачам, уже ориентированным на новую систему здравоохранения, все труднее и труднее было согласиться с позицией начмеда. В 1996 г. Рэм Вячеславович оставил должность, передав её своему ученику Павлу Борисовичу Кореневу, а сам последние годы жизни продолжил работу в консультативном отделении своей больницы в качестве рядового врача-кардиолога. В 2003 г. он ещё успел вернуться к педагогической деятельности на вновь созданной профессором И. М. Воронцовым кафедре педиатрии факультета послевузовского и дополнительного профессионального образования, однако тяжелая болезнь уже не позволяла работать с необходимой отдачей.
Рэм Вячеславович Болдырев скончался 15 февраля 2006 года. Похоронен на Смоленском православном кладбище.

## Ученики
Рэм Вячеславович никогда не считал себя учителем или наставником. Он полагал, что учёба — это активный процесс прежде всего со стороны учащегося. Среди своих учителей, точнее тех, у кого учился он сам, Болдырев называл троих: заведующего кафедрой факультетской терапии Новосибирского медицинского института Григория Денисовича Залесского, под руководством которого начал заниматься ревматологией, Эммануила Иосифовича Фридмана, на обходах которого ему посчастливилось бывать в годы, когда ссыльный профессор в том же институте руководил кафедрой педиатрии, и упомянутого выше доцента Александра Васильевича Соловьёва, сменившего Фридмана после возвращения того в Ленинград.
По этой причине его учениками можно назвать лишь тех, для кого образ мыслей Болдырева стал их собственным образом мыслей, кто на протяжении всей своей профессиональной жизни сверял и продолжает сверять свою деятельность с ним. Среди учеников Рэма Вячеславовича те, кто продолжает нести его идеи молодым врачам, на практике обеспечивая преемственность поколений:

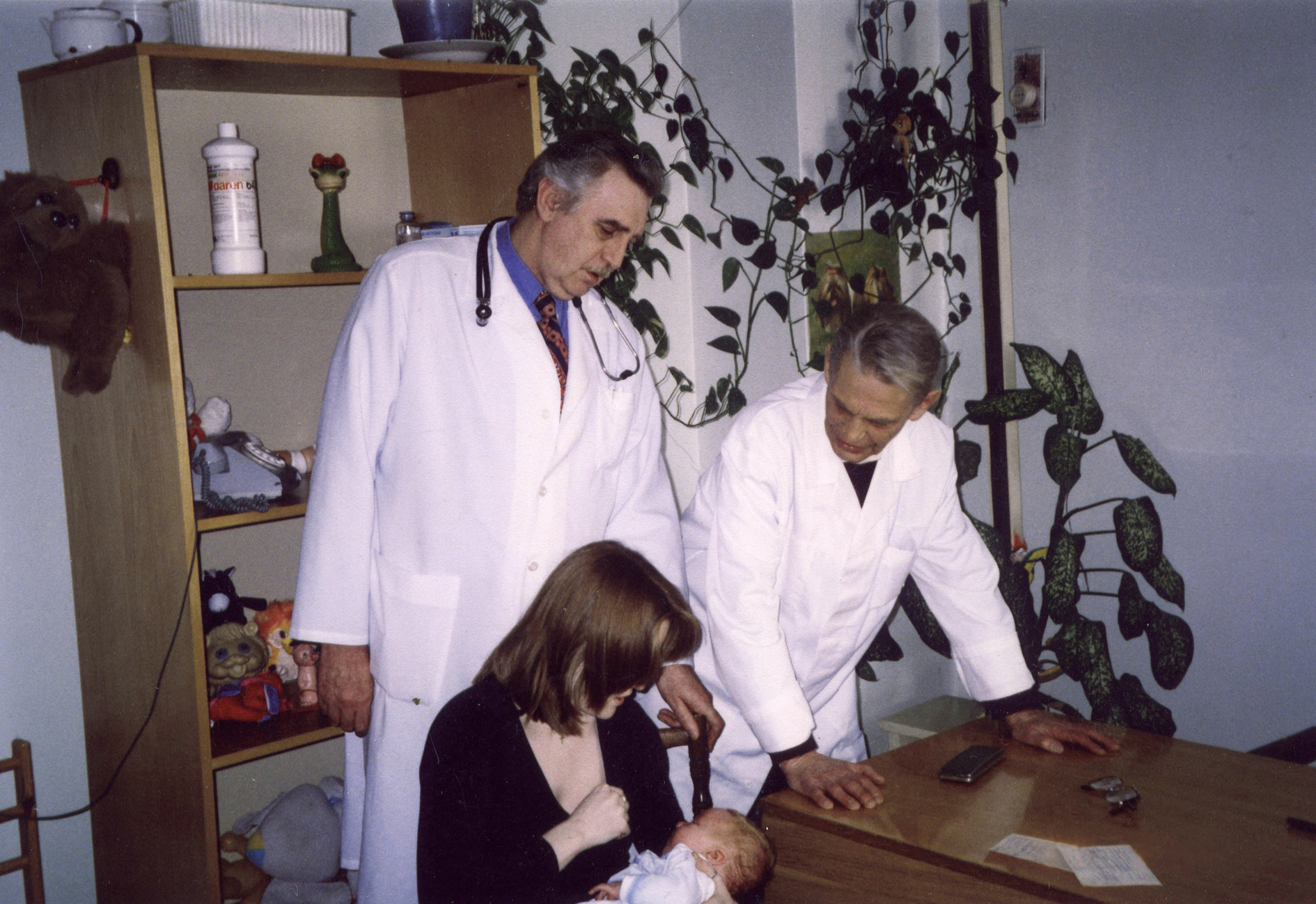
Два начмеда — учитель и ученик. Р. В. Болдырев и П. Б. Коренев в амбулаторном отд. ДГБ № 1. Уже со своим ребёнком на приём пришла их бывшая пациентка.

- Алексеев Игорь Григорьевич[12] — врач-педиатр высшей категории, педиатр-кардиолог ДГБ № 1;
- Болдырева Софья Рэмовна[13] — к. м. н., член Европейской Академии Эпилепсии (EUREPA), невролог-эпилептолог ДГБ № 1 и «СПб КНпЦСВМП (о)»[14];
- Зильберман Марк Владимирович, MD[15] — к. м. н., профессор (США), директор эхокардиографического отдела при Педиатрическом кардио-васкулярном центре в Бостоне (США)
- Игнатьева Наталья Анатольевна[16] — врач-педиатр высшей категории, заведующая инфекционно-хирургическим отделением ДГБ № 1;
- Колчина Людмила Эдуардовна[17] — врач гематолог-педиатр высшей категории, зам. главного врача по лечебной части Детской клиники «Дункан»;
- Копытов Георгий Артемьевич[18] — к. м. н., главный специалист отдела контроля качества медицинской помощи населению Комитета по здравоохранению Санкт-Петербурга;
- Коренев, Павел Борисович[19] — врач-педиатр высшей категории, заместитель главного врача ДГБ № 1 по педиатрии, генеральный директор фонда Вишневской-Ростроповича;
- Однопозова Мария Ароновна, MD[20] — врач-педиатр Бруклинского медицинского центра (Нью-Йорк, США);
- Слизовский Николай Владимирович[21][22] — к. м. н., доцент кафедры педиатрии № 3 им. проф. И. М. Воронцова Санкт-Петербургского педиатрического медицинского университета, заведующий кардиоревматологическим отделением Детской городской больницы № 2 Санкт-Петербурга, главный внештатный детский специалист-кардиолог Комитета по здравоохранению Санкт-Петербурга.

## Семья
- Жена: Эра Борисовна Болдырева (ур. Костовецкая) (1.01.1934, Новосибирск — 1990, Новосибирск) — врач-терапевт[23];
- Сын: Марк Рэмович Болдырев (25.07.1957 г., Новосибирск) — математик, юрист[24].
- Дочь: Елена Рэмовна Широкова (02.01.1959, Новосибирск).
- Жена: Антонина Валериановна Голавская (1926, Каменец-Подольский Хмельницкой обл. — 1986, Ленинград) — ученица академика М. С. Маслова, заведующая кафедрой педиатрии Новокузнецкого ГИДУВа, основатель кардиоревматологического отделения Ленинградской детской городской больницы № 2 им. Н. К. Крупской и первая его заведующая.
- Дочь: Софья Рэмовна Болдырева (1965, Ленинград) — врач невролог-эпилептолог, психиатр, нейрофизиолог, к. м. н.

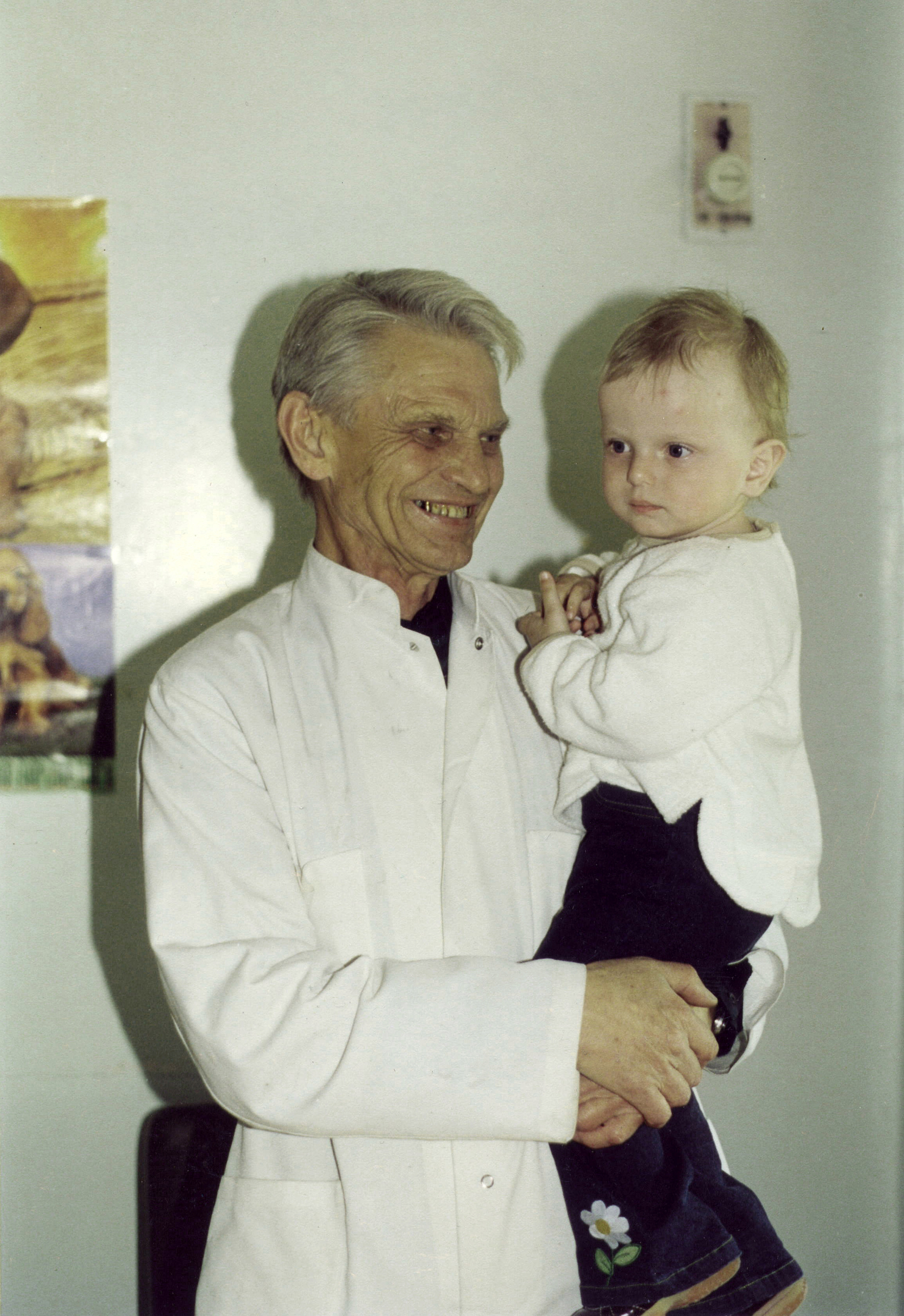
Болдырев Р. В. с одним из последних своих пациентов. ДГБ № 1, 2002 г.

## Избранные труды
- Болдырев Р. В. Способ определения антигепариновой активности сыворотки крови (Патент SU 610016)
- Болдырев Р. В. О природе фактора толерантности к гепарину в сыворотке крови детей, больнгых ревматизмом.// Современные проблемы ревматизма. Новосибирск, 1963, с 89-93
- Голавская А. В., Мусатова М. И., Болдырева Р. В. Эффективность присенения аэрозолей протеолитических ферментов при лечении острых пневмоний у детей раннего возраста // Вопросы охраны материнства и детства, 1965, № 8, с 54-55
- Болдырев Р. В. Уровень антигепаринового фактора в сыворотке крови детей, больных ревматизмом // Педиатрия, 1974, № 11, с 22-23
- Болдырев Р. В., Наим А-Д Исмаил. Острые кардиты у детей раннего возраста.// VI Всероссийский съезд детских врачей. Горький, 1981, с 125—126
- Болдырев Р. В. Некоторые клинико-энзимологические параллели при ревматизме у детей // канд. диссер, Л., 1975
- Болдырев Р. В. Применение гепарина при лечении хронической недостаточности кровообращения у детей // Вопр. охр. мат и детства, 1979 № 3, с 71-72

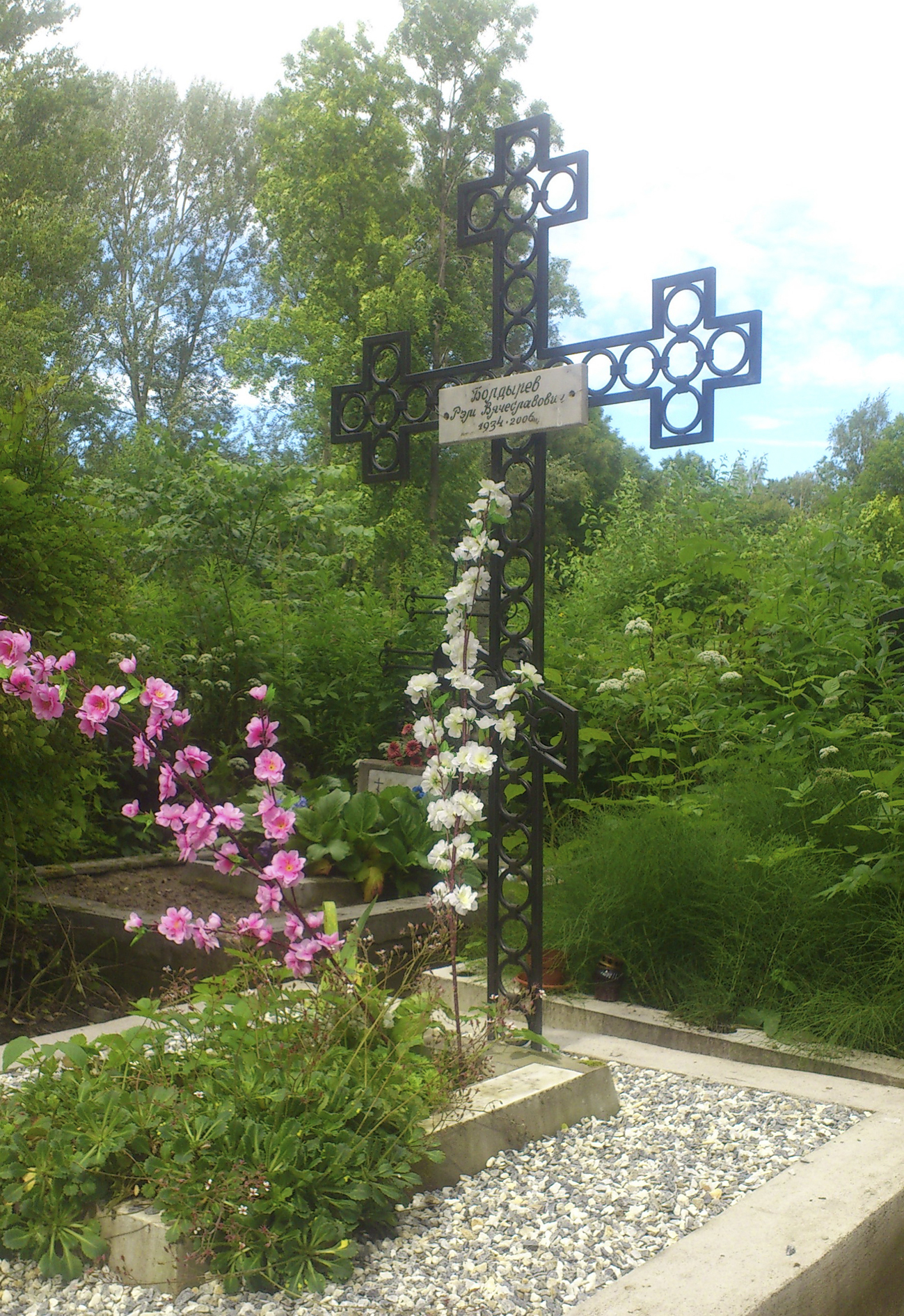
Здесь на Смоленском православном кладбище похоронен детский доктор Рэм Вячеславович Болдырев (угол Аксеновской и Мягкой дорожек; 59°56′24″ с. ш., 30°14′10″ в. д.)

- Болдырев Р. В., Варясин В. В., Зильберман М. В., Наим А-Д Исмаил. Поражение миокарда у детей раннего возраста при острых респираторных вирусных инфекциях. // Вопросы клиники и иммунологии ревматических и аллергических заболеваний у детей. Л., 1981, 16-24
- Болдырев Р. В., Манагарова Л. И., Наим А-Д Исмаил. Клинико-иммунологическая характеристика острых кардитов у детей раннего возраста. // Материалы Объединённой конференции детских врачей и акушеров-гинекологов ЛатвССР. Рига, 1981, с 77-78
- Болдырев Р. В., Наим А-Д Исмаил, Зильберман М. В. Клинико-инструментальная диагностика острых неревматических кардитов у детей раннего возраста // II конференция ревматологов ЭстССР. Таллинн, 1982, с 25-27
- Коренев П. Б., Назаров В. Ю., Болдырев Р. В. Диагностика бактериальных эндокардитов у детей. // II республиканская конференция ЭстССР. Таллинн, 1982, с 236—238
- Воронцов И. М., Болдырев Р. В. Инфекционные эндокардиты у детей // Вопр. Охр. Мат и детства, 1985 № 3
- Коренев П. Б., Болдырев Р. В., Болдырева С. Р. Эхокардиографические показатели при длительном наблюдении за детьми раннего возраста, больными инфекционными кардитами // Профилактика неинфекционных заболеваний. Вильнюс, 1987, с 121—123
- Копытов Г. А., Болдырев Р. В. Савин С. Н. Изменения сердечно-сосудистой системы у детей раннего возраста с хроническими расстройствами питания. // Материалы респ. конференции Литовской ССР, Часть 2. — Вильнюс, 1987, — с. 123—125.
- Коренев П. Б., Болдырев Р. В., Болдырева С. Р. Серозно-фибринозные парикардиты у детей раннего возраста. // Профилактика неинфекционных заболеваний. Вильнюс, 1987, с25-28
- Болдырев Р. В. Поражения миокарда у детей. Пособие для врачей // Санкт-Петербург 1998 г.